# Сазоновка (Дубровенский район)
Сазо́новка (бел. Сазо́наўка) — деревня в Дубровенском районе Витебской области Республики Беларусь. В составе Волевковского сельсовета.

## География
Ближайшие населённые пункты Алексейки, Кротики, Паценьки и др.

## История
В 1926—1954 годах центр Сазоновского сельсовета.

## Население

### Численность
- 1999 год — 4 человек

### Динамика
- 1999 год — 4 человек (перепись населения)

## Ссылка
- Дубровенский райисполком.